# Platyarachne episcopalis
Platyarachne episcopalis là một loài nhện trong họ Thomisidae.
Loài này thuộc chi Platyarachne. Platyarachne episcopalis được Władysław Taczanowski miêu tả năm 1872.